# Liste der Hochhäuser in New Mexico
In der Liste der Hochhäuser in New Mexico werden die Hochhäuser im US-Bundesstaat New Mexico ab einer strukturellen Höhe von 40 Metern aufgezählt. Das bedeutet die Höhe bis zum höchsten Punkt des Gebäudes ohne Antenne. Aufgezählt werden nur fertiggestellte und im Bau befindliche Gebäude.

## Auflistung der Hochhäuser nach Höhe
| Nr. | Name                                      | Stadt       | Höhe   | Etagen | Baujahr | Status |
| --- | ----------------------------------------- | ----------- | ------ | ------ | ------- | ------ |
| 1.  | Albuquerque Plaza                         | Albuquerque | 107 m  | 22     | 1990    | Erbaut |
| 2.  | Hyatt Regency Albuquerque                 | Albuquerque | 78 m   | 21     | 1990    | Erbaut |
| 3.  | Compass Bank Building                     | Albuquerque | 72,5 m | 18     | 1968    | Erbaut |
| 4.  | Albuquerque Petroleum Building            | Albuquerque | 71,6 m | 15     | 1986    | Erbaut |
| 5.  | Bank of the West Tower                    | Albuquerque | 65 m   | 17     | 1963    | Erbaut |
| 6.  | Gold Building                             | Albuquerque | 62 m   | 14     | 1968    | Erbaut |
| 7.  | Dennis Chavez Federal Building            | Albuquerque | 60,1 m | 13     | 1972    | Erbaut |
| 8.  | Public Service Company of New Mexico      | Albuquerque | 56,1 m | 12     | 1974    | Erbaut |
| 9.  | Simms Building                            | Albuquerque | 54,9 m | 13     | 1954    | Erbaut |
| 10. | Pete V. Domenici United States Courthouse | Albuquerque | 53,7 m | 7      | 1997    | Erbaut |
| 11. | Metropolitan Courthouse                   | Albuquerque | 53,3 m | 9      | 2003    | Erbaut |
| 12. | Wells Fargo Bank Building                 | Albuquerque | 53 m   | 13     | 1973    | Erbaut |
| 13. | Penn Plaza                                | Roswell     | 51,5 m | 12     |         | Erbaut |
| 14. | Doubletree Hotel                          | Albuquerque | 50,6 m | 16     | 1975    | Erbaut |
| =   | Albuquerque Regional Medical Center       | Albuquerque | 50,6 m | 11     | 1969    | Erbaut |
| 16. | Park Plaza Condominiums                   | Albuquerque | 48,8 m | 14     | 1965    | Erbaut |
| 17. | One Civic Plaza                           | Albuquerque | 48,2 m | 11     | 1985    | Erbaut |
| 18. | Albuquerque Marriott                      | Albuquerque | 47,6 m | 17     | 1982    | Erbaut |
| 19. | Bernalillo County Courthouse              | Albuquerque | 47 m   | 8      | 2001    | Erbaut |
| 20. | City Place                                | Albuquerque | 45,7 m | 10     | 1980    | Erbaut |
| 21. | Sheraton Albuquerque Airport Hotel        | Albuquerque | 44,8 m | 15     | 1972    | Erbaut |
| 22. | Two Park Square                           | Albuquerque | 44,2 m | 10     | 1989    | Erbaut |
| =   | One Park Square                           | Albuquerque | 44,2 m | 10     | 1985    | Erbaut |
| 24. | The Banque Lofts                          | Albuquerque | 43,1 m | 9      | 1922    | Erbaut |
| 25. | Wells Fargo Tower                         | Las Cruces  | 42,9 m | 10     |         | Erbaut |
| =   | 500 North Main Street                     | Roswell     | 42,9 m | 10     |         | Erbaut |
| 27. | Two Park Central Tower                    | Albuquerque | 42,7 m | 10     | 1975    | Erbaut |
| =   | Veterans Administration Medical Center    | Albuquerque | 42,7 m | 6      | 1986    | Erbaut |
| 29. | Anasazi Downtown                          | Albuquerque | 41,5 m | 9      | 2010    | Erbaut |
| 30. | Hotel Andaluz                             | Albuquerque | 41,2 m | 10     | 1939    | Erbaut |